# Rin (漫画家)
rin（リン）は、日本の漫画家。女性。

## 作品

### 漫画
- この部室は帰宅しない部が占拠しました。（原作：おかざき登、キャラクター原案：ぺこ、メディアファクトリー、『月刊コミックアライブ』2012年9月号[1] - 2013年6月号、アライブコミックス、全2巻） - コミカライズ[1]
- 彼女たちのメシがマズい100の理由（原作：高野小鹿、キャラクター原案：たいしょう田中、KADOKAWA、『月刊少年エース』2013年7月号[2] - 2014年5月号、カドカワコミックス・エース、全2巻） - コミカライズ
- エロマンガ先生（原作：伏見つかさ、キャラクター原案：かんざきひろ、KADOKAWA、『月刊コミック電撃大王』2014年7月号[3] - 2021年7月号、全12巻） - コミカライズ[3]

### その他
- 4コマ公式アンソロジー とある科学の超電磁砲×とある魔術の禁書目録 2（2012年10月、寄稿）